# Synagogue d'Annemasse
La synagogue de la communauté israélite d’Annemasse est située dans un immeuble au 8, rue du Docteur-Coquand à Annemasse (Haute-Savoie), en France.

## Localisation
La ville est située à la frontière franco-suisse, dans le nord des Alpes françaises, à 2 km du canton de Genève et à 45 km d’Annecy. À proximité de la synagogue se trouvent la gare et l'Hôtel Pax.
Depuis 2016, le Mouvement Habad-Loubavitch fort de ses 400 représentants en France et plus de 5 000 dans le monde, a ouvert une deuxième synagogue dans la commune. Le Beth Habad est de rite Européen. Il se situe au 17 rue du Clos Fleury à Annemasse. Toute la semaine, des cours et études pour hommes, femmes et enfants y sont dispensés.